# Mont Forel
Der Mont Forel ist ein 3391 m hoher Berg im Distrikt Ammassalik in der Kommuneqarfik Sermersooq auf Grönland.

## Geografie
Der Mont Forel liegt in Kong Christian IX Land, genauer im Berggebiet Schweizerland, etwa 120 km nördlich von Kuummiit. Der Mont Forel ist die mit 3391 m höchste Erhebung Grönlands außerhalb des Watkins-Gebirges, in dem sich der höchste Berg, Gunnbjørn Fjeld, befindet.

## Geschichte
Der Berg wurde 1912 vom Schweizer Geophysiker und Arktisforscher Alfred de Quervain nach dem im selben Jahr verstorbenen Naturforscher François-Alphonse Forel benannt. De Quervain überquerte den grönlandischen Eisschild von Qeqertarsuaq im Westen bis zum Fjord Sermilik auf der Ostseite. In seinem Expeditionsbericht Quer durchs Grönlandeis (1914) schrieb er: „Links ist eine großartige Gebirgslandschaft aufgetaucht, zum Teil schon auf der Karte angedeutetes Gebirgsland, wohl jenseits des Sermilik. Für lange Zeit verschwindet dann wieder alles hinter dem Eishorizont. Man sieht immer noch den ersten Berg, er dominiert. Ich nannte ihn Mont Forel.“
Der Mont Forel wurde 1938 von einer Schweizer Expedition des Akademischen Alpen-Clubs Zürich unter der Leitung von André Roch erstbestiegen.